# 七城雅
七城雅（日语：／，4月1日—），寶塚歌劇團月組男役。暱稱、，出生於愛知縣名古屋市，曾就讀於市立名東高等學校，身高172公分。

## 簡介
- 2019年，進入寶塚歌劇團[2][3][5]，105期生[2][3][5]。同期生有星空美咲(現花組主演娘役)、稀惺かずと(現星組男役)、泉堂成(現宙組男役)、音彩唯(現雪組娘役)、詩ちづる(現星組主演娘役)、山吹ひばり(現宙組娘役)[3][5]。初次登台表演是宙組公演『オーシャンズ11（瞞天過海)』[2][3][5][6][7][8][9]，之後被分到月組[2][3][5]。
- 2023年，主演『応天の門(應天之門，改編灰原藥原作漫畫)』新人公演，也是105期生第一位擔任新人公演主角的男役[2][3][10][11][12][13][14][15][16]；翌年11月，『ゴールデン・リバティ(黃金自由)』新人公演再次擔任主角[3][17][18][19]。

## 寶塚歌劇團時期

### 初舞台
- 2019年4-5月 寶塚大劇場宙組公演『オーシャンズ11（瞞天過海)』[3][5][6][7][8][9][20]

### 月組時期
- 2019年7月 ホテル阪急インターナショナル(阪急國際飯店)『宝塚巴里祭2019(2019年寶塚巴黎祭)』[21]
- 2019年10-12月『I AM FROM AUSTRIA-故郷（ふるさと）は甘き調（しら）べ-(我來自奧地利－故鄉如甜美的旋律，改編自Vereinigte Bühnen Wien製作音樂劇「I AM FROM AUSTRIA」) 』新人公演 飾演：ヨハン／クラブの男(酒保約翰)(正式公演:英かおと)[22]
- 2020年9月-2021年1月『WELCOME TO TAKARAZUKA-雪と月と花と-(WELCOME TO TAKARAZUKA ─雪與月和花─)』『ピガール狂騒曲(皮加勒隨想曲，改編自莎士比亞原作「第十二夜」)』[23]
- 2021年2-3月 TBS赤坂ACTシアター(TBS赤坂ACT劇場)、梅田藝術劇場 『ダル・レークの恋(達爾湖之戀)』[5][24]
- 2021年5-8月 『桜嵐記（おうらんき）(櫻嵐記)』 新人公演 飾演:北畠親房(正式公演:佳城葵)『Dream Chaser(逐夢者)』[25]
- 2021年10-11月 博多座 『川霧の橋(川霧之橋，改編山本周五郎原作小說「柳橋物語」)』飾演:三吉『Dream Chaser-新たな夢へ-(逐夢者-實現新的夢想)』[5][26]
- 2022年1-3月 『今夜、ロマンス劇場で(今夜，在浪漫劇場與妳相遇)』飾演:村海 新人公演 飾演:大蛇丸(正式公演:晓千星)『FULL SWING!』[2][27]
- 2022年5月 舞浜アンフィシアター(舞濱圓形劇場)『Rain on Neptune(海王星的雨)』飾演:ダイヤモンドのかけら(鑽石雨滴)[5][28]
- 2022年7-8月 寶塚大劇場『グレート・ギャツビー(大亨小傳，改編費茲傑羅原作小說)』[29][30]※寶塚大劇場新人公演取消
- 2022年9-10月 東京寶塚劇場『グレート・ギャツビー(大亨小傳，改編費茲傑羅原作小說)』新人公演 飾演：トム・ブキャナン(湯姆・布坎南)(正式公演:鳳月杏)[30][31]
- 2022年11-12月 『ブラック・ジャック 危険な賭け(怪醫黑傑克-危險的賭注，改編手塚治虫原作漫畫)』『FULL SWING!』[5][32]※全國巡迴公演
- 2023年2-4月『応天の門(應天之門，改編灰原藥原作漫畫)』新人公演 飾演:菅原道真(正式公演:月城かなと)『Deep Sea-海神たちのカルナバル-(Deep Sea-海神們的嘉年華會)』[2][3][10][11][12][13][14][15][16][33]＊第一次擔任新人公演主角
- 2023年6月 東急シアターオーブ(東急劇場Orb)『DEATH TAKES A HOLIDAY(死神假期)』飾演: ヤングロベルト(年輕的羅伯特)[5][34]
- 2023年8-9月 寶塚大劇場『フリューゲル-君がくれた翼-(Flügel─你給予我的翅膀─)』飾演:人民警官 新人公演 飾演:トーマ・ランゲ(正式公演:礼華はる)『万華鏡百景色（ばんかきょうひゃくげしき）(萬花筒百景色)』[35]
- 2023年10-11月 東京寶塚劇場 『フリューゲル-君がくれた翼-(Flügel─你給予我的翅膀─)』飾演:人民警官 代替演出:ルドルフ・ルーク(魯道夫・魯克)(正式公演:彩音星凪)『万華鏡百景色（ばんかきょうひゃくげしき）(萬花筒百景色)』[35][36]
- 2024年1-2月 寶塚Bow Hall 『Golden Dead Schiele(黃金死神-席勒)』飾演:マックス・オッペンハイマー(麥克斯・歐本海默)[37]
- 2024年3-5月 寶塚大劇場『Eternal Voice 消え残る想い(Eternal Voice 殘存的思念)』飾演:フィンレイ(芬利)『Grande TAKARAZUKA 110!』[38][39]※寶塚大劇場新人公演取消
- 2024年6-7月 東京寶塚劇場『Eternal Voice 消え残る想い(Eternal Voice 殘存的思念)』飾演:フィンレイ(芬利) 新人公演 飾演：ヴィクター(維克托)(正式公演:鳳月杏)『Grande TAKARAZUKA 110!』[39]
- 2024年8-9月 『琥珀色の雨にぬれて(情浸琥珀色的雨中)』飾演:ピエール(皮耶)『Grande TAKARAZUKA 110!』[40][41]※全國巡迴公演
- 2024年11月-2025年3月『ゴールデン・リバティ(黃金自由)』飾演:キース(基思) 新人公演 飾演：ジェシー(傑西)(正式公演:鳳月杏)『PHOENIX RISING（フェニックス・ライジング）(鳳凰涅槃-在月光下)』[3][17][18][19][42]＊擔任新人公演主角
- 2025年5月 寶塚Bow Hall 『Twinkle Moon(閃耀之月)』[43]
- 2025年7-11月『GUYS AND DOLLS(紅男綠女，改編百老匯同名音樂劇)』飾演:ギャンブラー(賭徒) 新人公演 飾演:ブラニガン警部(布萊尼根警探)(正式公演:佳城葵)[44]

## 外部連結
- 寶塚官網七城雅介紹頁面（页面存档备份，存于）
- 東京都會電視台網站七城雅介紹頁面 宝塚カフェブレイク登場人物七城雅，存档于Archive.today（存檔日期 20250422）